# 양산 통도사 영산전 팔상도
양산 통도사 영산전 팔상도(梁山 通度寺 靈山殿 八相圖)는 대한민국 경상남도 양산시 하북면, 통도사성보박물관에 있는 조선시대의 불화이다. 1990년 9월 20일 대한민국의 보물 제1041호로 지정되었다.

## 개요
부처가 태어나 도를 닦고 열반에 이르기까지의 일생을 8부분으로 나누어 그린 팔상도이다. 가로 151cm, 세로 233.5cm의 비단에 채색하여 그린 이 팔상도는 모두 8폭으로 액자에 끼워 벽에 붙여 놓아 보관하고 있다. 
이 팔상도는 석가모니가 도솔천에서 코끼리를 타고 사바세계로 내려오는 장면인 도솔래의상, 석가모니가 룸비니공원에서 마야부인의 옆구리를 통해 출생하는 모습을 그린 비람강생상, 태자가 성문 밖의 중생들의 고통을 관찰하고 인생무상을 느끼는 장면의 사문유관상, 부모의 반대를 무릅쓰고 출가하는 장면을 묘사한 유성출가상, 설산(雪山)에서 신선들과 수행하는 모습을 그린 설산수도상, 태자가 수행 중 온갖 유혹과 위협을 물리치는 수하항마상, 부처가 녹야원에서 최초로 설법하는 모습을 나타낸 녹원전법상, 부처가 쌍림수아래에서 죽음에 이르는 모습을 표현한 쌍림열반상으로 구성되어 있으며, 각 폭은 거의 빈공간을 남기지 않고 건물과 나무, 구름 등의 배경으로 적절하게 구도를 나누어 해당되는 장면을 잘 표현하였다. 또한 각 묘사된 장면의 내용을 구체적으로 설명하는 글을 써 놓아 이해를 돕고 있다. 산악이나 바위는 뛰어난 필치로 처리되었고 인물의 묘사도 생동감이 넘친다. 
이 그림은 조선 영조 51년(1775)에 여러 화가에 의해 그려졌는데, 보존상태가 양호하고 제작연대도 확실하여 조선시대 불교 회화연구에 귀중한 자료이다.

## 같이 보기
- 양산 통도사 - 경상남도 기념물 제289호
- 양산 통도사 영산전 벽화 - 보물 제1711호

## 참고 자료
- 양산 통도사 영산전 팔상도 - 국가유산청 국가유산포털